# Phialocephala virens
Phialocephala virens är en svampart som beskrevs av A.L. Siegfr. & Seifert 1993. Phialocephala virens ingår i släktet Phialocephala och familjen Vibrisseaceae.   Inga underarter finns listade i Catalogue of Life.